# To Play the King
Château de cartes (1990) The Final Cut (1995)
To Play The King est une mini-série britannique en quatre parties de 50 minutes réalisée par Paul Seed et diffusée du 21 novembre au 12 décembre 1993 sur la BBC. Elle constitue la suite de la série Château de cartes (House of Cards, 1990) et décrit comment se déroule le mandat de Francis Urquhart en tant que premier ministre et ses relations avec le Roi de Grande-Bretagne. La trilogie se conclura deux ans plus tard avec The Final Cut (1995).
Longtemps inédite dans tous les pays francophones, elle est mise à en ligne à partir de juin 2016 sur Netflix, puis sur Arte.tv à partir de février 2021. 

## Synopsis
Un nouveau Roi est intronisé. Il aimerait influer sur la politique du gouvernement, et cela ne plait pas du tout à Francis Urquhart, désormais Premier Ministre.

## Distribution
- Ian Richardson : Francis Urquhart
- Michael Kitchen : le Roi
- Kitty Aldridge (en) : Sarah Harding
- Colin Jeavons (en) : Tim Stamper
- Diane Fletcher (en) : Elizabeth Urquhart
- Nicholas Farrell : David Mycroft
- Rowena King : Chloe Carmichael
- Leonard Preston : John Stroud
- Erika Hoffman (en) : Lady
- Jack Fortune : Ken Charterhouse
- Nick Brimble : Corder
- Bernice Stegers : Princesse Charlotte
- David Ryall : Sir Bruce Bullerby
- Pip Torrens : Andrew Harding
- Frederick Treves : Lord Quillington
- Tom Beasley : Jeune prince
- Don Warrington (en) : Graham Gaunt
- Paula Tilbrook (en) : Présentatrice
- John Bird : Bryan Brynford-Jones
- Kate Ricketts : Femme aux affaires courantes
- Merelina Kendall : Hilda Cordwainer
- Anthony Smee (en) : John Staines
- John Paul Connolly : Mendiant
- Soo Drouet : Femme forte
- Michael Howarth : Dick Caule
- Richard Howard : John Sarkey
- Richard Durden : Employé de la BBC
- Barry Linehan : Henry Hotson
- George Raistrick : Gropeham
- Geoffrey McGivern : Bill Rochester
- Adam Bareham : Intervieweur
- Emma Bunton : Prostituée
- Joanna Archer-Nicholls : Jeune fille
- William Chubb : John Krajewski
- Kenneth Gilbert : Harold Earle
- Angus Kennedy : Journaliste au tribunal
- Christopher Owen : McKenzie
- James Snell : Inspecteur Hackett
- Elizabeth Chambers : Baronne Craske
- Stan Finni : Animal de Chloe
- Sonya Kearns : Voleuse
- Tacy Kneale : Avocate
- Lucy Parker : Serveuse
- Declan Skeete : Nouveau rasta
- Alex Walkinshaw : Voleur
- Julian Harries : Officier
- Peter Terry : Inspecteur
- Terry Woodfield : Barman
- John Bleasdale : Journaliste sardonique
- Tom Karol : Présentateur télé
- Prudence Rennick : Maire
- Richard Trice : PPS
- Jeremy Clyne : Editeur
- Lawrence Werber : Officier de retour
- Tim Heath : Secrétaire
- David Neville : Salmon-Pink